# 豆血红蛋白

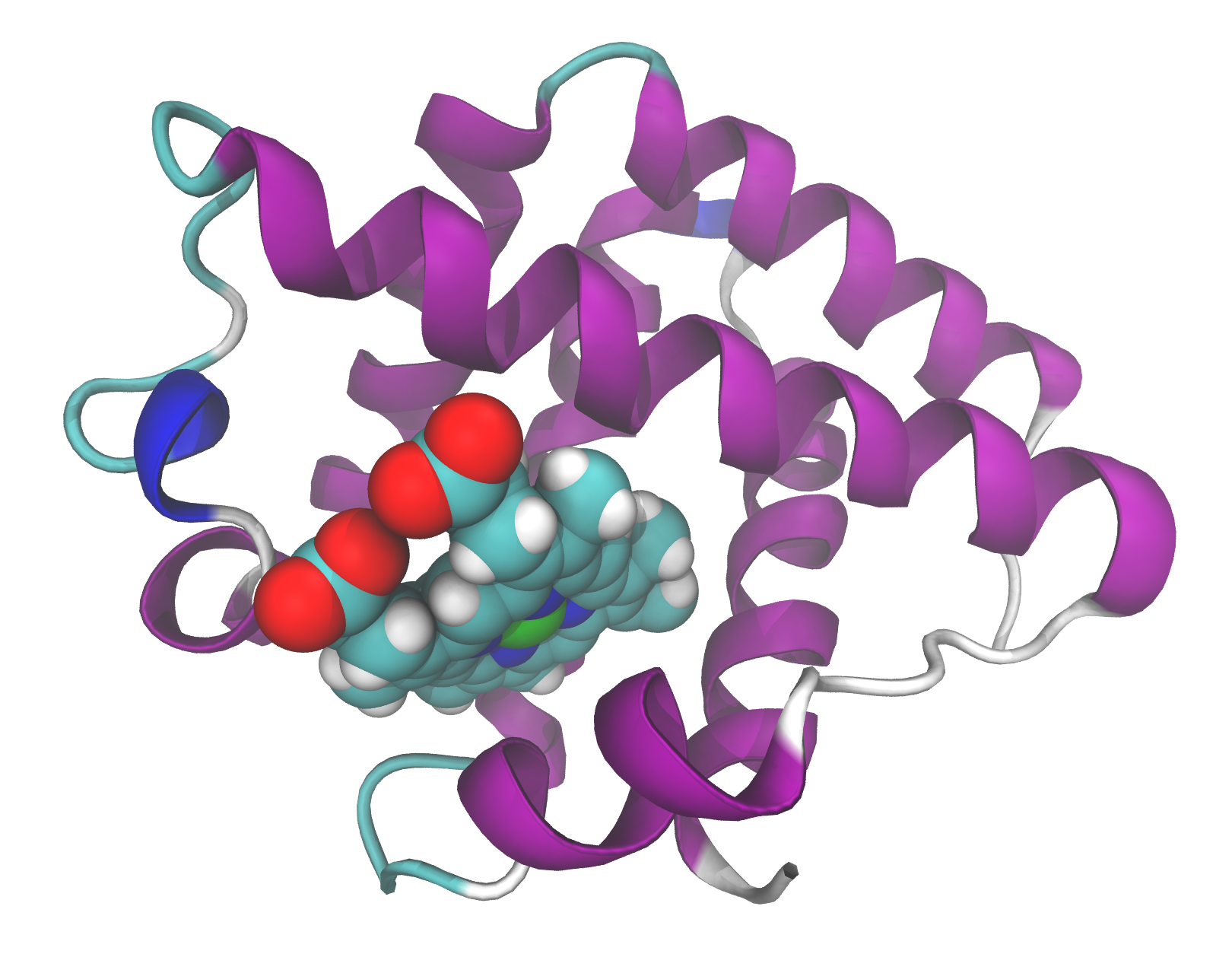
大豆豆血红蛋白的飘带图

豆血红蛋白（英語：Leghemoglobin，也称为“豆科血红素”，legoglobin）是一类在豆类植物的根瘤中参与固氮作用的血红素蛋白。它是由这些植物的根在被固氮细菌定殖后产生的，这一类细菌称为“根瘤菌”。这是一种植物和细菌相互共生的关系：没有根瘤菌属（Rhizobium）细菌定殖，大豆的根不会合成豆血红蛋白。豆血红蛋白在化学和结构上类似于哺乳动物的血红蛋白，并且因含有血基質也呈红色。